# Dolenja Vas (Lupoglav)
Dolenja Vas je selo u općini Lupoglav, u Istri.
| broj stanovnika | 301   | 311   | 376   | 326   | 258   | 270   | 289   | 262   | 225   | 262   | 189   | 140   | 110   | 82    | 82    | 70    | 48    |
|                 | 1857. | 1869. | 1880. | 1890. | 1900. | 1910. | 1921. | 1931. | 1948. | 1953. | 1961. | 1971. | 1981. | 1991. | 2001. | 2011. | 2021. |

Po popisu iz 2001. , u selu je živjelo 82 stanovnika.
Župna crkva Dolenje Vasi je posvećena svetom Martinu, sagrađena je 1808. godine. Zvonik je sagrađen 1919. zahvaljujući župniku po imenu Bartolumeo Persich, kako piše na kamenoj isklesanoj ploči na zvoniku. Nekad je na mjestu crkve Sv. Martina bilo seosoko groblje. Danas se ono nalazi stotinjak metara dalje od župne crkve, uz crkvicu Svetog Ivana. Župnik je bio Božo Milanović, rođen 1890. u istarskom selu Kringa. 